# 第66届奥斯卡金像奖
第66届奥斯卡颁奖典礼是美国电影艺术与科学学院旨在奖励1993年最优秀电影的一场晚会，于太平洋时区1994年3月21日下午18点（北美东部时区晚上21点）在美国加利福尼亚州洛杉矶的多萝茜·钱德勒大厅举行，共计颁发了23座奥斯卡金像奖（也称学院奖）。本届颁奖典礼通过ABC在美国直播，由吉尔·凯茨担任制片人，杰夫·马格里斯执导。女演员乌比·戈德堡首次担任主持人。近一个月前的2月26日，蘿拉·鄧恩在比佛利山的比佛利希尔顿酒店主持颁发了奥斯卡科技成果奖。
《辛德勒的名单》赢得了包括最佳影片、导演在内的七项大奖，成为本届奥斯卡金像奖角逐中的最大赢家。其它获奖电影包括获奖三项的《侏罗纪公园》和《钢琴课》，获奖两项的《费城》和获奖一项的《纯真年代》、《四千金的情人》、《保卫我们的生活》（Defending Our Lives）、《亡命天涯》、《我是承诺》（I Am a Promise: The Children of Stanton Elementary School）、《窈窕奶爸》、《黑骑士》（Schwarzfahrer）和《超级无敌掌门狗：引鹅入室》。本届颁奖典礼的电视转播一共吸引了超过4600万美国观众收看。

## 获奖和提名
第66届奥斯卡金像奖提名名单於1994年2月9日由学院主席阿瑟·希勒（Arthur Hiller）和女演员克里斯蒂娜·拉赫蒂一起在比佛利山的塞缪尔·戈尔德温剧院公布。《辛德勒的名单》以12项提名领跑，《钢琴课》和《告別有情天》均以8项排在第二位。
获奖名单在1994年3月21日举行的颁奖典礼上公布。《辛德勒的名单》成为继1960年的《公寓春光》以来首部获最佳影片奖的黑白电影，获导演奖提名的简·坎皮恩成为历史上第二位获该奖项提名的女性。霍利·亨特和艾玛·汤普森都既获得了女主角奖提名，又得到了女配角奖提名，这也是奥斯卡奖历史上首次有两位演员在同一届颁奖典礼中获得两项表演类奖项提名。获女配角奖的安娜·帕奎因年仅11岁，成为奥斯卡表演类奖项历史上第二年轻的获奖者，仅次于因《纸月亮》获奖时年仅10岁的塔图姆·奥尼尔。

### 奖项
获奖影片在最上方用加粗字体显示：
| 最佳影片 | 最佳导演 |
| --- | --- |

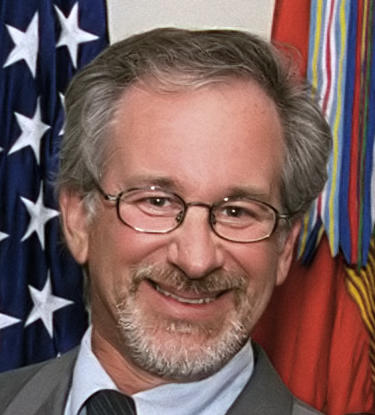
斯蒂芬·斯皮尔伯格因《辛德勒的名单》获导演奖

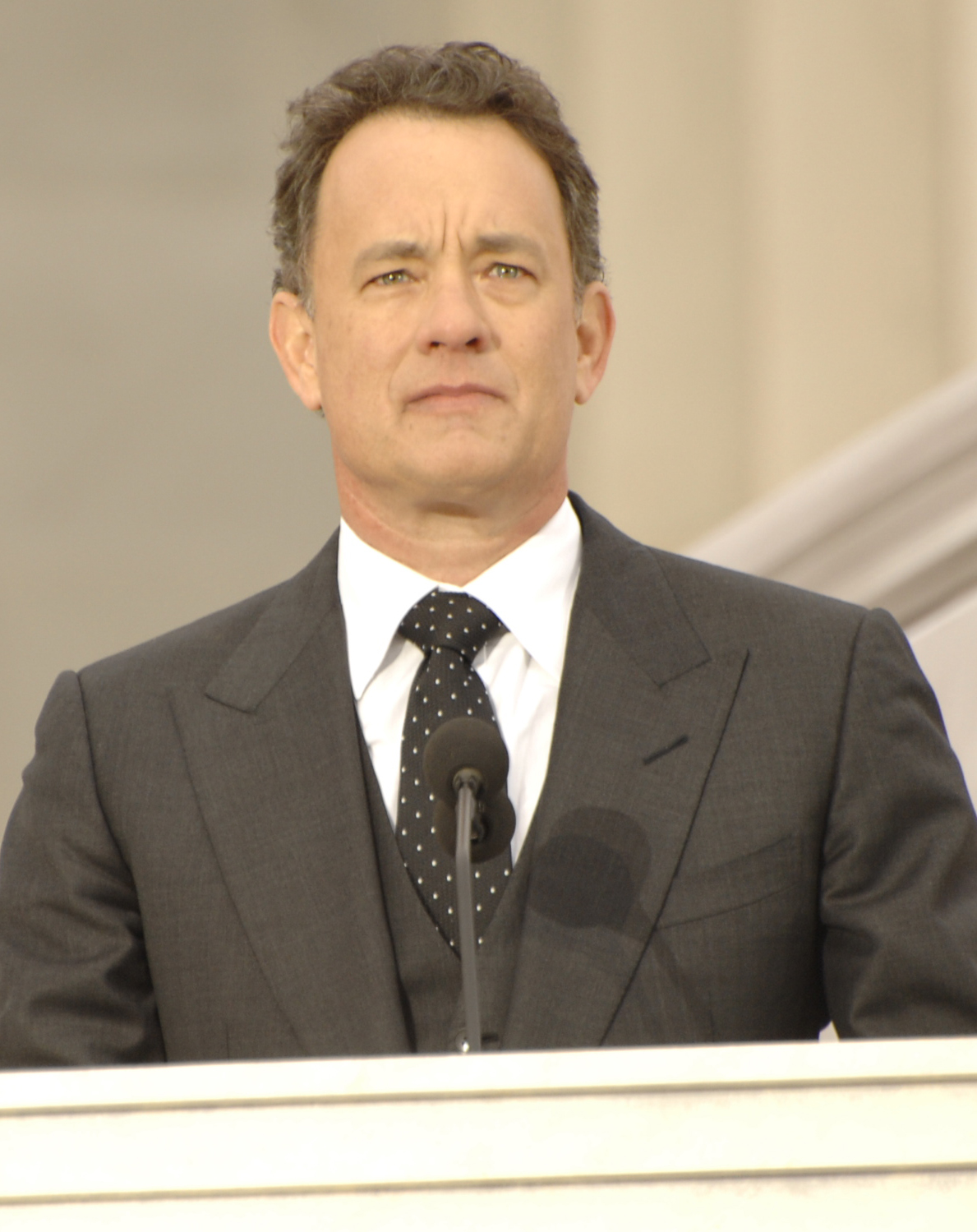
汤姆·汉克斯因《费城》获男主角奖

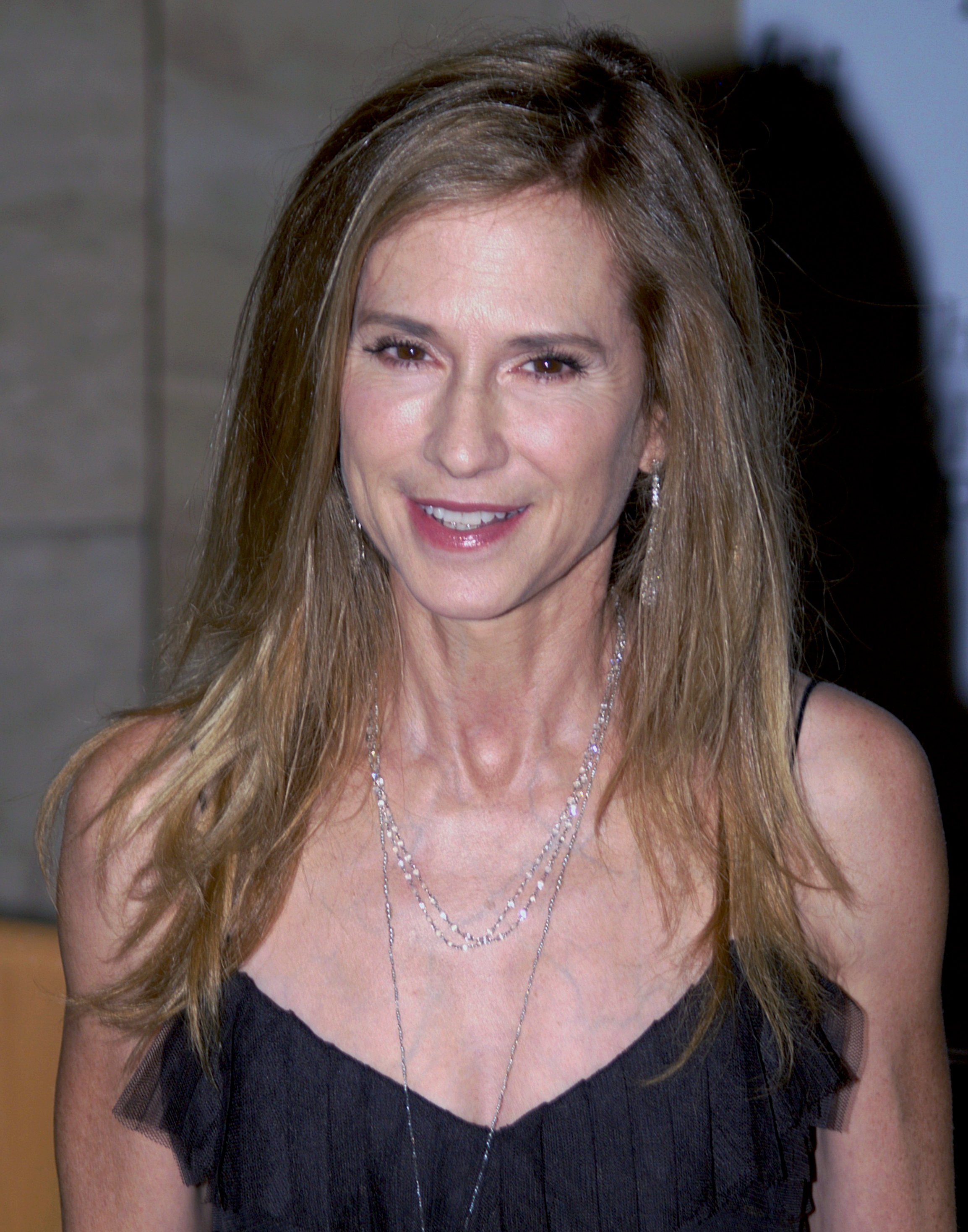
霍莉·亨特因《钢琴课》获女主角奖

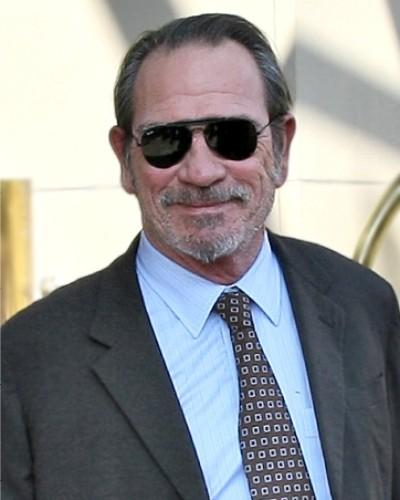
汤米·李·琼斯因《亡命天涯》获男配角奖

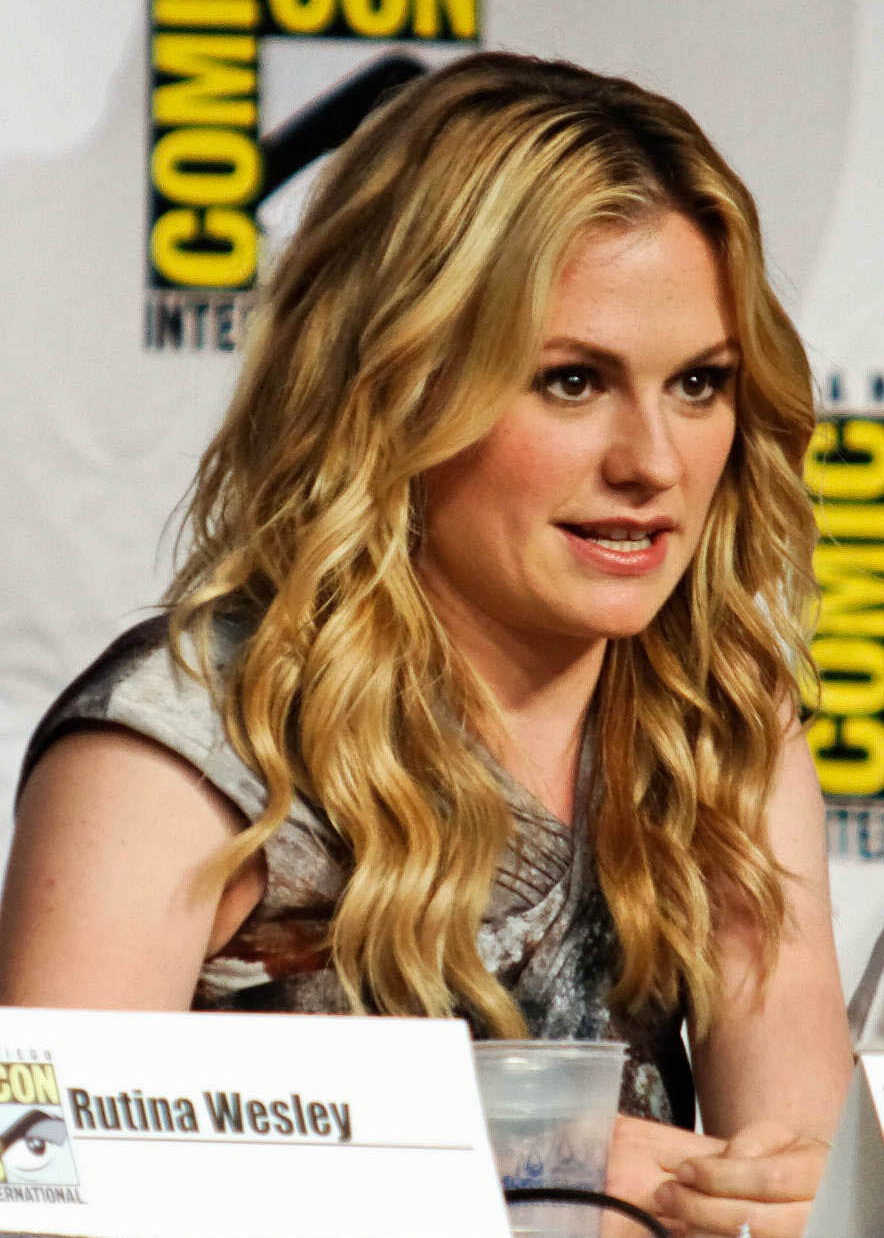
安娜·派昆因《钢琴课》获女配角奖

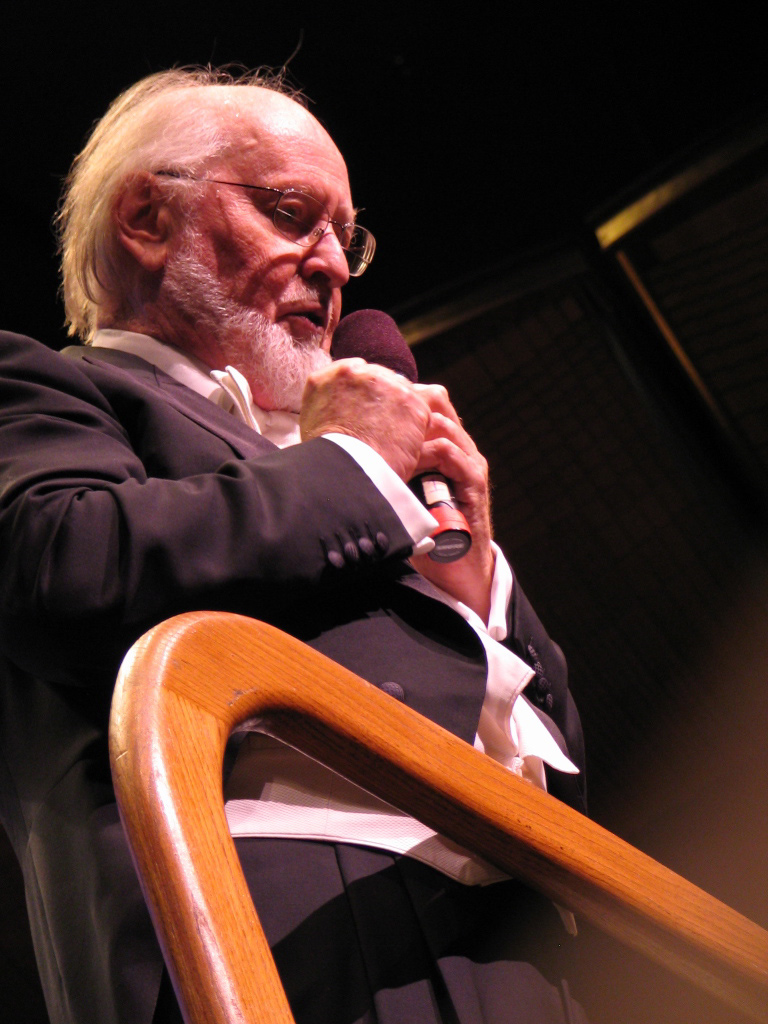
約翰·威廉斯因《辛德勒的名单》获原创配乐奖

| - 《辛德勒的名单》——斯蒂芬·斯皮尔伯格、杰拉尔德··莫伦（Gerald R. Molen）和布兰科·拉斯蒂格（Branko Lustig） - 《以父之名》——吉姆·谢里丹 - 《亡命天涯》——阿诺德·科派尔森（Arnold Kopelson） - 《鋼琴師和他的情人》——简·查普曼（Jan Chapman） - 《告别有情天》——伊斯梅尔·莫香特、迈克·尼科尔斯和约翰·卡利（John Calley） | - 史蒂芬·斯皮尔伯格——《辛德勒的名单》 - 罗伯特·奥特曼——《短片集》 - 简·坎皮恩——《鋼琴師和他的情人》 - 詹姆士·艾佛利——《告别有情天》 - 吉姆·谢里丹——《以父之名》 |
| 男主角 | 女主角 |
| - 汤姆·汉克斯——《费城》 - 丹尼爾·戴-路易斯——《以父之名》 - 劳伦斯·菲什伯恩——《与爱何干》 - 安东尼·霍普金斯——《告别有情天》 - 连姆·尼森——《辛德勒的名单》 | - 荷莉·杭特——《鋼琴師和他的情人》 - 安吉拉·贝塞特——《与爱何干》 - 斯托卡特·詹宁——《六度分离》 - 艾玛·汤普森——《告别有情天》 - 黛博拉·温姬——《影子大地》 |
| 男配角 | 女配角 |
| - 汤米·李·琼斯——《亡命天涯》 - 莱昂纳多·迪卡普里奥——《不一样的天空》 - 拉尔夫·费恩斯——《辛德勒的名单》 - 约翰·马尔科维奇——《火线狙击》 - 彼得·普斯特李威——《以父之名》 | - 安娜·派昆——《鋼琴師和他的情人》 - 霍莉·亨特——《糖衣陷阱》 - 蘿西·培瑞茲——《劫後生死戀》 - 薇诺娜·瑞德——《纯真年代》 - 艾玛·汤普森——《以父之名》 |
| 原著剧本 | 原著改编 |
| - 《鋼琴師和他的情人》——简·坎皮恩 - 《冒牌总统》——蓋瑞·羅斯 - 《火线狙击》——杰夫·马奎尔（Jeff Maguire） - 《费城》——罗恩·内斯万尼尔（Ron Nyswaner） - 《西雅图未眠夜》——諾拉·艾芙倫、大卫·S·瓦德（David S. Ward）和杰夫·阿奇（Jeff Arch） | - 《辛德勒的名单》——斯蒂文·泽里安（Steven Zaillian）改编自托馬斯·肯尼利的小说《辛德勒方舟》 - 《纯真年代》——马丁·斯科塞斯和杰伊·考克斯（Jay Cocks）改编自伊迪丝·华顿的小说《純真年代》 - 《以父之名》——吉姆·谢里丹和特瑞·乔治（Terry George）改编自格里·康伦（Gerry Conlon）的《终证清白》（Proved Innocent） - 《告別有情天》——露絲·鮑爾·賈華拉改编自石黑一雄的小说《長日將盡》 - 《影子大地》——威廉姆·尼克尔森（William Nicholson）改编自己创作的同名小说 |
| 外语片 | |
| - 《四千金的情人》（ 西班牙，西班牙语）——费尔南多·楚巴（Fernando Trueba） - 《霸王别姬》（香港，官话）——陈凯歌 - 《海德·文》（ 英国，威尔士语）——保罗·特纳（Paul Turner） - 《青木瓜之味》（ 越南，越南语）——陳英雄 - 《喜宴》（台湾，國語）——李安 | |
| 纪录片 | 纪录短片 |
| - 《我是承诺》——苏珊·雷蒙德（Susan Raymond）和阿兰·雷蒙德（Alan Raymond） - 《彼得博士的广播录音带》（The Broadcast Tapes of Dr. Peter）——大卫·佩伯尼（David Paperny）和阿瑟·金斯伯格（Arthur Ginsberg） - 《命运之子》（Children of Fate）——苏珊·托德（Susan Todd）和安德鲁·扬（Andrew Young） - 《无论好坏》（For Better or For Worse）——大卫·科利尔和贝琪·汤普森（Betsy Thompson） - 《战略室》——D.A.彭尼贝克和克里斯·赫杰达斯（Chris Hegedus）                                                                                          | - 《保卫我们的生活》——玛格丽特·拉扎勒斯（Margaret Lazarus）和伦纳·冯德里希（Renner Wunderlich） - 《血之羁绊：莎莉曼的生活与工作》（Blood Ties: The Life and Work of Sally Mann）——史蒂芬·康托尔和彼得·斯派尔（Peter Spirer） - 《白缎布中的小鸡》（Chicks in White Satin）——伊莱恩·霍利曼（Elaine Holliman）和贾森·施奈德（Jason Schneider） |
| 實景短片 | 动画短片 |
| - 《黑骑士》——佩波·丹科瓦特（Pepe Danquart） - 《倒在岸边》（Down on the Waterfront）——斯泰西·泰特尔（Stacy Title）和乔纳森·潘内尔 - 《感官愉悦》（The Dutch Master）——苏珊·塞德尔曼和乔纳森·布雷特（Jonathan Brett） - 《伙伴》（Partners）——彼得·威勒和贾纳·苏·梅梅尔（Jana Sue Memel） - 《螺丝钉》（La Vis）——狄迪尔·弗拉蒙（Didier Flamand） | - 《超级无敌掌门狗：引鹅入室》——尼克·帕克 - 《盲景》——斯蒂芬·帕尔默（Stephen Palmer） - 《大河》（The Mighty River）——弗雷德里克·贝克和休伯特·蒂森（Hubert Tison） - 《闲聊》（Small Talk）——鲍伯·加德弗瑞和凯文·鲍德温（Kevin Baldwin） - 《村庄》（The Village）——马克·贝克（Mark Baker） |
| 原创配乐 | 原创歌曲 |
| - 《辛德勒的名单》——約翰·威廉斯 - 《糖衣陷阱》——戴夫·格鲁辛 - 《纯真年代》——埃尔默·伯恩斯坦 - 《亡命天涯》——詹姆斯·紐頓·霍華 - 《告別有情天》——理查德·罗宾斯（Richard Robbins） | - “”（《费城》插曲）——词曲：布魯斯·斯普林斯汀 - “Again”（《馬路羅曼史》插曲）——词曲：珍妮·杰克逊、詹姆斯·哈里斯三世（James Harris III）和特里·刘易斯（Terry Lewis） - “”（《费城》插曲）——词曲：尼爾·楊 - “”（《西雅图夜未眠》插曲）——作曲：马克·施艾曼，作词：拉姆齐·麦克莱恩（Ramsey McLean） - “”（《一家六口》插曲）——词曲：卡罗尔·拜尔·塞格、詹姆斯·英格拉姆和克里夫·麦格尼斯（Clif Magness）                              |
| 音效剪辑 | 音效 |
| - 《侏罗纪公园》——加里·里德斯特羅姆和理查德·海姆斯（Richard Hymns） - 《亡命天涯》——约翰·里维克（John Leveque）和布鲁斯·斯坦布勒（Bruce Stambler） - 《绝岭雄风》——华利·史帝文（Wylie Stateman）和格雷格·巴克斯特（Gregg Baxter） | - 《侏罗纪公园》——加里·萨默斯、加里·里德斯特罗姆、肖恩·墨菲 和 罗恩·贾金斯 - 《辛德勒的名单》——安迪·尼尔森、斯蒂夫·佩德森、史考特·米兰和罗恩·贾金斯 - 《杰罗尼莫-印第安之鹰》——克里斯·卡朋特、道格·亨普希尔、比尔·本顿和李·奥尔洛夫 - 《绝岭雄风》——迈克尔·明克勒、鲍勃·比默和蒂姆·库尼（Tim Cooney） - 《亡命天涯》——唐纳德·米切尔、迈克尔·赫比克、弗兰克·蒙塔诺和斯科特·史密斯      |
| 艺术指导 | 摄影 |
| - 《辛德勒的名单》——艺术指导：伊娃·布劳恩（Ewa Braun）；内部装饰：艾伦·斯塔斯基（Allan Starski） - 《亚当斯一家的价值观》——艺术指导：肯·亚当；内部装饰：马文·马奇（Marvin March） - 《纯真年代》——艺术指导：丹提·费瑞提；内部装饰：罗伯特··佛朗哥（Robert J. Franco） - 《奥兰多》——艺术指导：本·范·奥斯（Ben Van Os）；内部装饰：简·罗夫斯（Jan Roelfs） - 《告別有情天》——艺术指导：露西安娜·阿瑞吉（Luciana Arrighi）；内部装饰：伊恩·惠特克（Ian Whittaker） | - 《辛德勒的名单》——亞努斯·卡明斯基 - 《王者之旅》——康拉德·赫尔 - 《霸王别姬》——顾长卫 - 《亡命天涯》——迈克尔·查普曼 - 《鋼琴師和他的情人》——斯图尔特·瑞伯（Stuart Dryburgh） |
| 化妆 | 服装设计 |
| - 《窈窕奶爸》——格雷格·坎农（Greg Cannom）、维·尼尔（Ve Neill）和约兰达·塔辛（Yolanda Toussieng） - 《费城》——卡尔·富勒顿（Carl Fullerton）和阿兰·唐格里奥（Alan D'Angerio） - 《辛德勒的名单》——克里斯蒂娜·史密斯（Christina Smith）、马修·门格尔（Matthew Mungle）和朱迪·亚历山大·科里（Judy Alexander Cory） | - 《纯真年代》——加布里埃尔·佩斯卡西 - 《辛德勒的名单》——安娜·B·谢泼德（Anna B. Sheppard） - 《奥兰多》——桑迪·鲍威尔（Sandy Powell） - 《鋼琴師和他的情人》——珍妮特·帕特森（Janet Patterson） - 《告別有情天》——珍妮·碧万（Jenny Beavan）和约翰·布莱特（John Bright） |
| 剪辑 | 视觉效果 |
| - 《辛德勒的名单》——迈克尔·卡恩 - 《火线狙击》——安妮·考特斯 - 《亡命天涯》——丹尼斯·维克勒（Dennis Virkler）、大卫·芬弗尔（David Finfer）、迪恩古德希尔（Dean Goodhill）、唐·布罗胡（Don Brochu）、理查德·诺德（Richard Nord）和多夫·洪尼格（Dov Hoenig） - 《以父之名》——格里·汉布林（Gerry Hambling） - 《鋼琴師和他的情人》——维罗尼卡·简尼特（Veronika Jenet）                                                                                                  | - 《侏罗纪公园》——斯坦·温斯顿、丹尼斯·穆伦、菲尔·蒂贝特和迈克尔·兰提里（Michael Lantieri） - 《绝岭雄风》——尼尔·克里普纳（Neil Krepela）、约翰·理查森（John Richardson）、约翰·布鲁诺（John Bruno）和帕梅拉·伊斯利（Pamela Easley） - 《圣诞夜惊魂》——皮特·科扎奇克（Pete Kozachik）、埃里克·莱顿（Eric Leighton）、阿里尔·韦拉斯科·肖（Ariel Velasco Shaw）和戈登·贝克（Gordon Baker） |

### 奥斯卡荣誉奖
- 黛博拉·蔻尔[15]

### 戈登·E·索耶獎
- Petro Vlahos

### 简·赫尔索特人道精神奖
- 保罗·纽曼[16]

### 提名和获奖大户
| 提名数量 | 片名             |
| -------- | ---------------- |
| 12       | 《辛德勒的名单》 |
| 8        | 《钢琴课》       |
| 8        | 《告別有情天》   |
| 7        | 《亡命天涯》     |
| 7        | 《以父之名》     |
| 5        | 《纯直年代》     |
| 5        | 《费城》         |
| 3        | 《绝岭雄风》     |
| 3        | 《火线狙击》     |
| 3        | 《侏罗纪公园》   |
| 2        | 《霸王別姬》     |
| 2        | 《糖衣陷阱》     |
| 2        | 《奥兰多》       |
| 2        | 《影子大地》     |
| 2        | 《西雅图未眠夜》 |
| 2        | 《与爱何干》     |

| 获奖数量 | 片名             |
| -------- | ---------------- |
| 7        | 《辛德勒的名单》 |
| 3        | 《侏罗纪公园》   |
| 3        | 《钢琴课》       |
| 2        | 《费城》         |

## 颁奖和表演嘉宾
以下人士出场颁发了奖项或表演节目：

### 颁奖嘉宾（按出场顺利排列）
| 姓名                        | 角色                                               |
| --------------------------- | -------------------------------------------------- |
| 莱斯·马沙克（Les Marshak）             | 第66届奥斯卡颁奖典礼广播员                         |
| 阿瑟·希勒                   | 致开幕词欢迎各位嘉宾出席颁奖典礼                   |
| 汤姆·汉克斯                 | 颁发艺术指导奖                                     |
| 伊莱贾·伍德                 | 颁发视觉效果奖                                     |
| 杰夫·布里吉斯               | 介绍最佳影片提名电影《亡命天涯》                   |
| 玛丽莎·托梅                 | 颁发男配角奖                                       |
| 陈冲 方·基默                | 颁发化妆奖                                         |
| 连姆·尼森                   | 颁发音效剪辑奖                                     |
| 格伦·克洛斯                 | 向黛博拉·蔻尔颁发奥斯卡荣誉奖                      |
| 罗茜·奥唐纳                 | 颁发短片奖和动画短片奖                             |
| 李察·德雷福斯               | 介绍最佳影片提名电影《辛德勒的名单》               |
| 尼古拉斯·凯奇 雪莉·麦克雷恩 | 颁发音效奖                                         |
| 吉恩·哈克曼                 | 颁发女配角奖                                       |
| 萝拉·邓恩                   | 引出科技成果奖和戈登·E·索耶奖的颁奖片断            |
| 约翰尼·迪普                 | 介绍原创歌曲奖提名作品“”的现场表演                 |
| 亚历克·鲍德温               | 介绍最佳影片提名电影《告別有情天》                 |
| 莎朗·斯通                   | 颁发服装设计奖                                     |
| 妮可·基德曼 克利斯汀·史莱特 | 颁发纪录短片和纪录片奖                             |
| 戈尔迪·霍恩                 | 介绍原创配乐奖提名作品特别表演曲目 颁发原创配乐奖  |
| 杰克·瓦伦蒂                 | 以出“电影摄影”纪念蒙太奇 介绍柯克·道格拉斯上台颁奖 |
| 柯克·道格拉斯               | 颁奖摄影奖                                         |
| 玛德琳·斯托                 | 介绍最佳影片提名电影《钢琴课》                     |
| 汤姆·克鲁斯                 | 向保罗·纽曼颁发简·赫尔索特人道精神奖               |
| 安东尼·霍普金斯             | 颁发外语片奖                                       |
| 吉娜·戴维斯                 | 颁发剪辑奖                                         |
| 安东尼奥·班德拉斯           | 介绍原创歌曲奖提名作品“”的现场表演                 |
| 惠特尼·休斯顿               | 颁发原创歌曲奖                                     |
| 杰里米·艾恩斯               | 颁发原著剧本和原著改编奖                           |
| 格伦·克洛斯                 | 引出纪念去世影人片段                               |
| 艾玛·汤普森                 | 颁发男主角奖                                       |
| 唐纳德·萨瑟兰               | 介绍最佳影片提名电影《以父之名》                   |
| 艾尔·帕西诺                 | 颁发女主角奖                                       |
| 克林特·伊斯特伍德           | 颁发导演奖                                         |
| 哈里森·福特                 | 颁发最佳影片奖                                     |

### 表演嘉宾（按出场顺利排列）
| 姓名 | 角色     | 表演                               |
| --- | -------- | ---------------------------------- |
| 比尔·康提 | 音乐编排 | 管弦乐                             |
| 伯纳黛特·彼得斯 | 表演者   | 《星期天与乔治同游公园》插曲“”     |
| 珍妮·杰克逊 | 表演者   | 《因果循环》插曲“”                 |
| 尼爾·楊 | 表演者   | 《费城》插曲“”                     |
| 詹姆斯·英格拉姆 桃莉·巴顿                                                                                                | 表演者   | 《无敌当家2》插曲“”                |
| 非洲芭蕾舞团 加拿大国家芭蕾舞团 中央芭蕾舞团 古巴国家芭蕾舞团 哈林舞团 加斯·法甘舞蹈公司 巴黎歌剧院芭蕾舞团 上海芭蕾舞团 | 表演者   | 表演原创配乐奖提名作品曲段舞蹈曲目 |
| 基思·卡拉丹 | 表演者   | 《西雅图未眠夜》插曲“”             |
| 布魯斯·斯普林斯汀 | 表演者   | 《费城》插曲“”                     |

## 典礼资讯

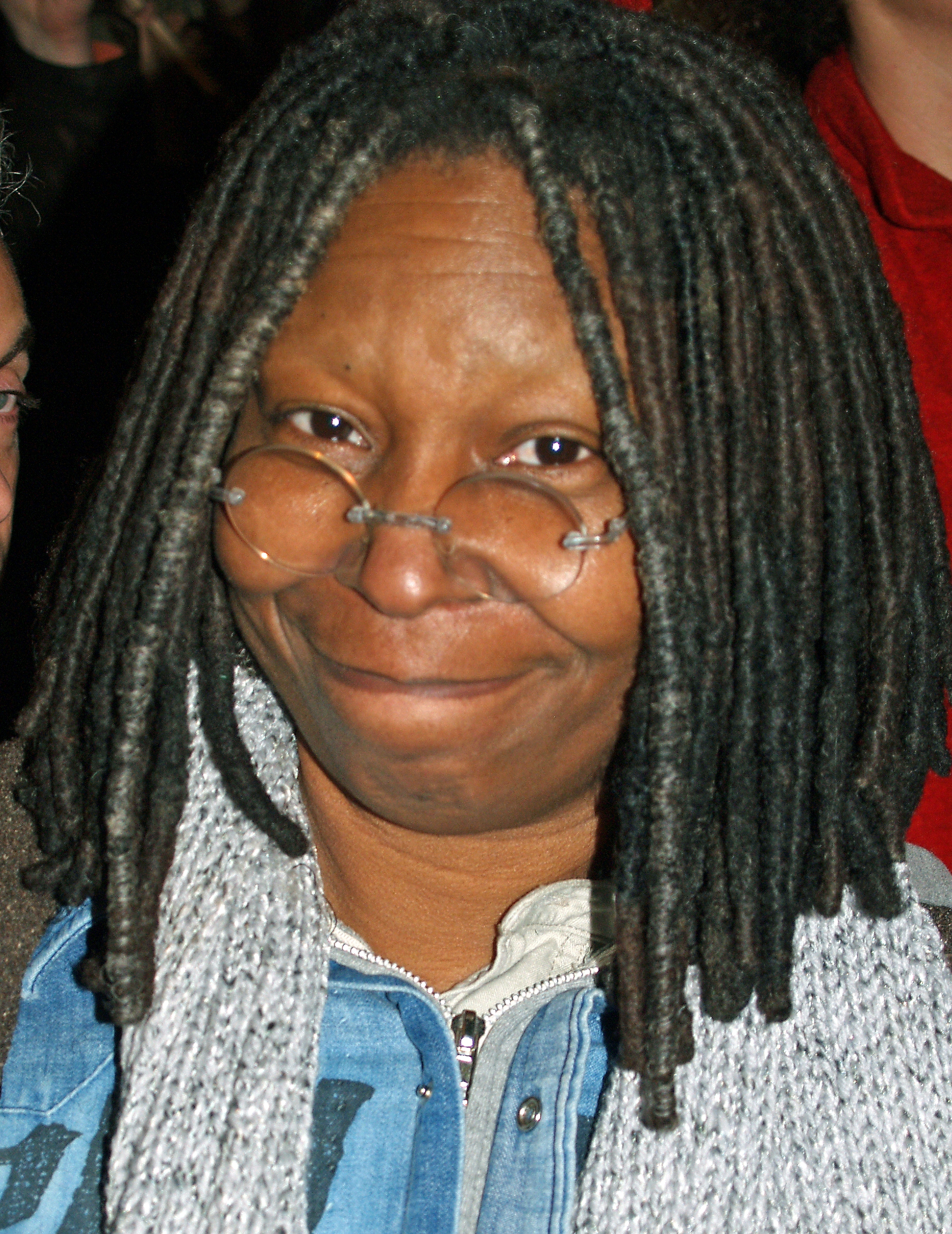
乌比·戈德堡担任第76届奥斯卡颁奖典礼的主持人

由于之前一年的颁奖典礼所获评价不佳，连续担任了四届主持人的男演员比利·克里斯托宣布不会主持1994年的电视转播。他在一份由自己公关发布的声明中表示：“经过三届葛萊美獎，四项奥斯卡奖和六届《喜剧救济》后，我想暂时不干主持人这行了。我总是对能够担任主持感到荣幸，并且尽自己的最大努力继承鲍勃·霍普和约翰尼·卡森的传统。我希望新的主持人能够像我一样拥有一段愉快的时光”。由于克里斯托不会再担任主持，许多媒体都在猜测制片人吉尔·凯茨将选择谁来接手。电影专栏作家杰克·马修斯（Jack Matthews）建议由男演员汤姆·汉克斯来主持，因为他集“魅力、尊严、才华、机智”于一身，是个“值得一提”的真正“电影明星”。凯茨还有向史提夫·馬丁、贝蒂·米勒和约翰尼·卡森发出邀请，但他们都谢绝了。
经过几天的炒作，凯茨宣布他请来了曾因《人鬼情未了》获奥斯卡最佳女配角奖的喜剧演员乌比·戈德堡首次出任这一晚会的主持人，后者因此成为首位单独主持奥斯卡颁奖典礼的女性和非裔美国人。凯茨在接受《洛杉矶时报》采访时表示：“她是位拥有数百万粉丝，辨识度极高的明星。”。对于一些媒体对戈德堡不修边幅和直言不讳幽默风格的担忧他表示：“有些人可能会觉得她是个随时会爆发的炸弹，总是心里想到什么就说什么。但我对此感到很兴奋，最重要的是，她有心要做好，而且她很聪明，所以不管她说什么都会是合适的。”。戈德堡本人表示对得以担任主持深感荣幸：“从在一旁看着，到真正获奖，再到担任主持，这是人生的重大飞跃。”。
凯茨之前制作的晚会都会围绕一个主题展开，这一年也不例外。他选择的主题是“幕后英雄”（People Behind the Camera），称本届颁奖典礼“将会向那些幕后英雄致敬，正是他们让我们看到了银幕上的精彩，这些艺术家和工匠成就了电影的魔术”。为配合该主题，晚会的开场段落包含一段查克·沃克曼（Chuck Workman）制作的短片，其中向许多参与电影制作的导演、剪辑师和作曲家致敬。短片播放时，歌手伯纳黛特·彼得斯一边演唱史蒂芬·桑坦音乐剧《星期天与乔治同游公园》插曲的改编版本:45。电影制作人兼剪辑师卡罗尔·A·斯特赖特（Carol A. Streit）编辑制作了另一段蒙太奇，向为电影事业做出贡献的摄影师致敬。
另外还有多人参与了颁奖典礼的制作。艺术指导设计师罗伊·克里斯托弗（Roy Christopher）为晚会设计了一个新的舞台，其上在显眼的位置放有共五个大型奥斯卡金像塑像。电影配乐师兼作曲家比尔·康堤担任晚会的音乐总监。舞蹈家黛比·艾伦编排了原创配乐奖提名作品的混合舞蹈曲目，由八个来自世界各国的知名芭蕾和舞蹈团体演出。

### 提名电影票房表现
截止1994年2月9日提名公布，五部获最佳影片奖的电影在美国的总票房收入为2亿6079万8752美元，平均每部5215万9750美元。其中《亡命天涯》以1亿7942万7011美元排在首位，其后分别是进账2964万9653美元的《辛德勒的名单》，2566万3999美元的《钢琴课》，1952万7989美元的《告别有情天》和653万零100美元的《以父之名》。
在1993年美国电影票房50强中，有14部电影获得了共计36项提名。其中《亡命天涯》（第3位）、《粮衣陷井》（第4位）、《西雅图未眠夜》（第6位）、《火线狙擊》（第7位）、《冒牌总统》（第13位）、《费城》（第29位）、《与爱何干》（第38位）和《纯真年代》（第49位）这10部获得了最佳影片、导演、编剧或表演类奖项的提名。另外6部获提名的分别是《侏罗纪公园》（冠军）、《窈窕奶爸》（亚军）、《绝岭雄风》（第9位）、《圣诞夜惊魂》（第24位）、《亚当斯一家的价值观》（第25位）和《无敌当家2》（第27位）。

### 专业评价
本届晚会获得了大部分媒体的正面评价。《纽约时报》影评人珍妮特·马斯林（Janet Maslin）兴高采烈地表示，这场电视转播的“愚蠢行径和闲聊家常都更少，巧妙地把侧重点放在电影片段和正在纪念的真正好莱坞魔术上”。她还称赞了主持人戈德堡的表现，称其持续保持的轻松基调对这个因《辛德勒的名单》而可能变得非常严肃的节目来说非常重要。《匹兹堡邮报》（Pittsburgh Post-Gazette）电视评论员罗伯特·比安科（Robert Bianco）也称赞了戈德堡的表现，称“她从不会表现得似乎对于主持的节目来说太过聪明或是过分时髦，她从不会把自己表现得似乎就比别人更聪明，更冷静。”他还表彰了制片人凯茨，称他选择了一个恰当的主题，并选择了丰富的片段来将其展现出来。《娱乐周刊》影评人安妮·汤普森（Anne Thompson）同样赞扬了节目主持人，称“她那优雅的出场（至少上半场期间），她异常的克制（她没骂人），和她让每一段致辞（即使是很忧伤的讲话也不例外）都变得搞笑的能力，让这场晚会值得一看”。
其他一些媒体对节目的评价较为负面。《洛杉矶时报》电视评论员霍华德·罗森伯格（Howard Rosenberg）感叹，戈德堡的幽默感“在这段幸好只有3小时18分钟的电视节目中枯萎了”，还称与比利·克里斯托相比，她的主持技巧太显“温和”。《奥兰多哨兵报》（Orlando Sentinel）影评人杰伊·博伊尔（Jay Boyar）称：“今年奥斯卡颁奖典礼给人带来的兴奋感只比一个酒鬼得到自己最喜欢的葡萄酒时强那么一丁点儿。”。《盐湖城论坛报》（The Salt Lake City Tribune）的哈罗德·辛德勒（Harold Schindler）指出，主持人讲的笑话中大部分要“局内人”才能听懂，以至于台下观众都在窃窃私语，试图了解其中含意，而电视机前的大部分观众就难免会摸不着头脑了。他还补充表示，本场晚会让人最失望的地方在于，戈德堡在帮助观众理解节目内容方面一无是处。

### 收视率和奖项
本届颁奖典礼通过美国广播公司在美国直播，其播出时段里平均有4626万观众收看，与去年相比提高了1%。不过根据尼尔森收视率调查的数据显示，本届晚会吸引了31.1%的美国家庭观看，不及前一年的31.2%。同时在18至49岁年龄段观众群里的收视率为19.5%，也不及前一年的20.1%。
1994年7月，颁奖典礼获得了第46届黄金时段艾美奖的7项提名，并在两个月后赢得了迷你剧或特别节目类杰出技术指导/镜头/视频奖。

## 纪念
奥斯卡颁奖典礼上一年一度的“纪念”致敬环节旨在纪念过去一年中逝世的业内人士，本场晚会上的这一环节由女演员格伦·克洛斯引出，纪念了下列人士。其背景音乐是电影《母女情深》的主题音乐，由迈克尔·戈尔（Michael Gore）作曲。
| - 丽莲·吉许 - 玛娜·洛伊 - 约瑟夫·科顿 - 乔治·麦克法兰 - 鲁比·基勒 - 特利·薩瓦拉斯 - 梅利纳·梅尔库里 - 恺撒·罗摩洛 - 特德·霍沃斯（Ted Haworth） - 文森特·普莱斯 - 斯特瓦尔特·格兰杰 - 萨穆埃尔·布隆斯顿 - 瑞凡·費尼克斯 - 雷蒙德·布尔 - 莫莱诺·马里奥 | - 亚历克西斯·史密斯 - 约瑟夫·曼凯维奇 - 艾琳·沙拉夫（Irene Sharaff） - 海倫·海絲 - 约翰·坎迪 - 萨米·卡恩 - 雷·夏基 - 费德里柯·费里尼 - 赫夫·维勒查泽 - 唐·阿米契 - 奥黛丽·赫本 - 李国豪 - 狄娜·肖尔 - 弗雷德·格温 - 文森特·加迪尼亚 |